# Autonomie gouvernementale des Autochtones au Canada
 (septembre 2015).
Si vous disposez d'ouvrages ou d'articles de référence ou si vous connaissez des sites web de qualité traitant du thème abordé ici, merci de compléter l'article en donnant les références utiles à sa vérifiabilité et en les liant à la section « Notes et références ».
L'autonomie gouvernementale des autochtones se réfère aux propositions visant à donner plus de pouvoir aux gouvernements représentant les Autochtones du Canada. Il s'agit de donner aux gouvernements autochtones des pouvoirs semblables à ceux des municipalités, et de répondre aux demandes des gouvernements autochtones d'être reconnus comme souverains et capables de négociations « de nation à nation » comme égaux juridiques de la Couronne.

## Contexte
Les Autochtones du Canada sont définis dans la Loi constitutionnelle de 1982 comme étant les Premières Nations, les Inuits et les Métis. Avant l'acquisition de la terre canadienne par les empires européens, ou l'État canadien à partir de 1867, les Premières Nations (Indiens), les Inuits et les Métis avaient une grande variété de systèmes politiques : de bandes aux chefferies tribales, et des confédérations multinationales aux démocraties représentatives (dans le cas de l'Assemblée législative d'Assiniboia). Ces systèmes politiques ont été ignorés ou supprimés par le gouvernement fédéral canadien. Pour les Métis et les Inuits, aucun remplacement spécifique n'a été mis en place, mis à part le fait que ces derniers pouvaient voter pour les élections municipales, provinciales, fédérales, en tant que citoyens du Canada. Pour les Premières Nations, le gouvernement a créé le système de bandes indiennes, en vertu de la Loi sur les Indiens, qui permettait aux membres des Premières Nations de voter lors des élections de leur bande. Avant 1960, ils ne pouvaient pas voter aux élections fédérales, à moins qu'ils renoncent à leur statut d'Indiens recensés. Les gouvernements des bandes avaient très peu d'autorité. Ils exerçaient le pouvoir qui leur était délégué par le ministre des Affaires indiennes, et ils n'avaient autorité que sur les réserves indiennes, qui représentaient une infime proportion de leurs territoires traditionnels.

## Fondements
Les peuples autochtones peuvent demander un « droit inhérent à l'autonomie gouvernementale », soit parce qu'il est considéré comme un droit naturel émanant de l'occupation antérieure du territoire, soit en raison d'un don céleste ou d'une alliance avec le Créateur. Dans ce cas, les Autochtones ne cherchent pas à se voir « accorder » le droit d'autogérence, mais simplement à ce que leur droit d'autonomie préexistant soit reconnu. Ainsi, l'argument de l'autonomie peut être employé sur la base du droit à l'autodétermination, au sens du droit international en général, ou comme expressément énuméré dans la Déclaration des droits des peuples autochtones.

## Évolution des propositions gouvernementales
En 1969, le Livre blanc sur la politique indienne a proposé l'abolition des gouvernements de bandes et le transfert des prestations des programmes sociaux dans les réserves aux gouvernements provinciaux (les provinces exécutent déjà ces services pour les non-Autochtones). L'opposition à cette proposition a aidé à galvaniser la création d'organisations politiques nationales entre les peuples autochtones, ce qui porte le concept de l'autonomie gouvernementale autochtone à la conscience politique nationale pour la première fois.
Les modifications constitutionnelles de 1982 incluent l'article 35, qui reconnaît les droits des peuples autochtones et les droits issus de traités, mais ne définit pas ces derniers. En 1983, le Comité spécial de la Chambre des communes sur l'autonomie gouvernementale autochtone publie son rapport (également appelé “rapport Penner”, d'après le président du comité, Keith Penner). Il recommande que le gouvernement fédéral reconnaisse les Premières Nations en tant qu'ordre distinct de gouvernement au sein de la fédération canadienne, et de commencer à négocier des accords sur l'autonomie gouvernementale avec les bandes indiennes.
Les dirigeants autochtones ont tenté d'inscrire le concept de l'autonomie gouvernementale autochtone dans le paquet d'amendements constitutionnels du lac Meech de 1987, mais ils ont échoué à convaincre les premiers ministres d'inclure ces dispositions dans la loi. Cela a conduit à l'hostilité des Autochtones vis-à-vis de l'accord, et poussé le député provincial manitobain Elijah Harper, un Indien Cri recensé, à voter contre cet accord. L'Accord de Charlottetown (1992) comprenait la reconnaissance d'un droit ancestral inhérent à l'autonomie gouvernementale ; cependant, cet accord a également échoué à être voté, mais pas à cause de la résistance autochtone. L'autonomie des autochtones était impopulaire auprès de nombreux électeurs non-autochtones, ce qui a peut-être été un facteur de sa défaite dans le référendum national qui a suivi.
La Commission royale sur les peuples autochtones a publié son rapport final en 1996, qui recommande que les gouvernements autochtones soient reconnus comme le troisième ordre gouvernemental au Canada (avec le gouvernement fédéral et les provinces), et que les peuples autochtones reçoivent une représentation spéciale au Parlement.
Cependant, après cette période, l'accent a évolué du retrait constitutionnel vers les négociations avec les communautés individuelles. Le gouvernement conservateur a annoncé sa politique sur l'autonomie gouvernementale des collectivités (politique sur l'AGC) en 1986, « pour permettre de négocier des relations en dehors du cadre de la Loi sur les Indiens » sur une base communautaire, par communauté concernée.
En 1995, le gouvernement libéral a publié la Politique sur le Droit Inhérent (PDI), qui reconnaît que l'autonomie gouvernementale est un droit inhérent, mais limite la mise en œuvre d'un modèle de délégation des pouvoirs de la Couronne aux communautés. Il exige que les bandes ou groupes de bandes signent des traités modernes avec le gouvernement fédéral (et parfois provincial) pour être retirés des restrictions de la Loi sur les Indiens.

## Accords d'autonomie gouvernementale
Dès 2013[non neutre], vingt ententes globales d'autonomie gouvernementale ont été signées par le gouvernement fédéral canadien. Dix-sept faisaient partie d'un accord de revendication territoriale globale ou d'un traité moderne. Ces chiffres incluent l'Accord définitif de la Première Nation de Yale et l'Accord sur l'autonomie gouvernementale de la Nation des Dakota de Sioux Valley qui ont été signés, mais n'ont pas encore été mis en vigueur par la loi.
En plus des accords globaux avec les bandes indiennes mentionnés ci-dessus, la loi concernant l’Accord sur les revendications territoriales du Nunavut de 1993, avec les Inuits de l'Arctique de l'Est, a poursuivi un autre modèle de gouvernance. Un nouveau territoire fédéral, le Nunavut a été créé en 1999, où les Inuits formaient la majorité, séparés des Territoires du Nord-Ouest où les Premières Nations, Métis et non-Autochtones vivaient. Le Nunavut n'est pas exclusivement réservé aux Inuits et tout Canadien peut s'y déplacer et y voter. Toutefois, la forte majorité inuit se reflète dans la gouvernance du territoire, et dans le fait que l'inuktitut et l'inuinnaq sont deux des langues officielles du territoire (avec l'anglais et le français).
Un autre modèle est celui des Cris du Nord du Québec. Depuis le vote de la Loi sur les Cris et les Naskapis du Québec de 1984, neuf communautés cries ne sont plus assujetties à la Loi sur les Indiens ou au système de bande. Au lieu de cela, elles sont représentées par le Grand Conseil des Cris (Eeyou Istchee), ou CGCEI, et régies par l'Administration régionale crie. Le CGCEI a signé un accord en 2012 avec la province de Québec, qui abolit les municipalités cries de la région, et les fusionne avec l'Administration régionale crie dans un nouveau gouvernement régional appelé le territoire Eeyou Istchee Baie-James. Depuis 2014, le CGCEI est en pourparlers avec le gouvernement fédéral canadien sur un accord de gouvernance de la Nation crie, afin d'améliorer les relations de la nouvelle structure crie avec les autorités fédérales.

## Mesures unilatérales vers l'autonomie gouvernementale
La Première Nation de Nipissing a adopté ce que l'on croit être la première constitution pour une Première Nation en Ontario. Elle est censée remplacer la Loi sur les Indiens en tant que loi suprême qui régissant la gouvernance de la Première nation, mais n'a pas été testée en cour de justice.

#### Droit international
- Colonisation, Décolonisation, Terra nullius, Doctrine de la découverte, Droit des peuples à disposer d'eux-mêmes

#### Études théoriques
- Études postcoloniales, Études décoloniales, Guerres de l'histoire